# McLaren MP4-30
McLaren MP4-30 — гоночный автомобиль команды McLaren Honda, построенный для участия в чемпионате Формулы-1 сезона 2015 года. Это первый болид McLaren после MP4/7A — машины 1992 года — оснащённый двигателем Honda.
Презентация машины прошла на сайте команды в сети интернет 29 января 2015 года.

## Разработка
Первые сообщения о возвращении Honda в Формулу-1 появились в мае 2013 года, и в течение 18 месяцев мотористы Honda занимались разработкой и постройкой двигателя для сезона 2015 года.
Новый двигатель был установлен на тестовую версию шасси сезона 2014 года McLaren MP4-29H/1X1. Машина выезжала на трассы Сильверстоун и Яс Марина. На послесезонных тестах в Абу-Даби за рулём машины выступал тест-пилот команды Стоффель Вандорн. Однако тесты оказались неполноценными: из-за технических проблем автомобиль не закончил ни одного полного круга.

## Предсезонные тесты
Впервые на трассу за рулём MP4-30 выехал Фернандо Алонсо 1 февраля во время первой тестовой сессии нового сезона на трассе Херес. Машина первой прошла краш-тесты и получила разрешение на выступление в чемпионате ещё в декабре 2014 года.
За 12 тестовых дней гонщики команды смогли преодолеть лишь 380 кругов из-за постоянных поломок и других проблем. В один из тестовых дней в Барселоне в серьёзную аварию попал Фернандо Алонсо. В результате он был вынужден пропустить первый этап сезона, Гран-при Австралии и уступил место за рулём MP4-30 тест-пилоту команды Кевину Магнуссену

## Сезон
На квалификации Гран-при Австралии пилоты команды показали худшие времена среди всех участников, что стало худшим результатом в истории команды. В день гонки, на круге выезда из боксов отказал двигатель на машине Кевина Магнуссена. Дженсон Баттон начал гонку 15-м и, уступив 2 круга лидеру, финишировал 11-м и последним. После гонки Honda заявила об ограничении мощности двигателей.

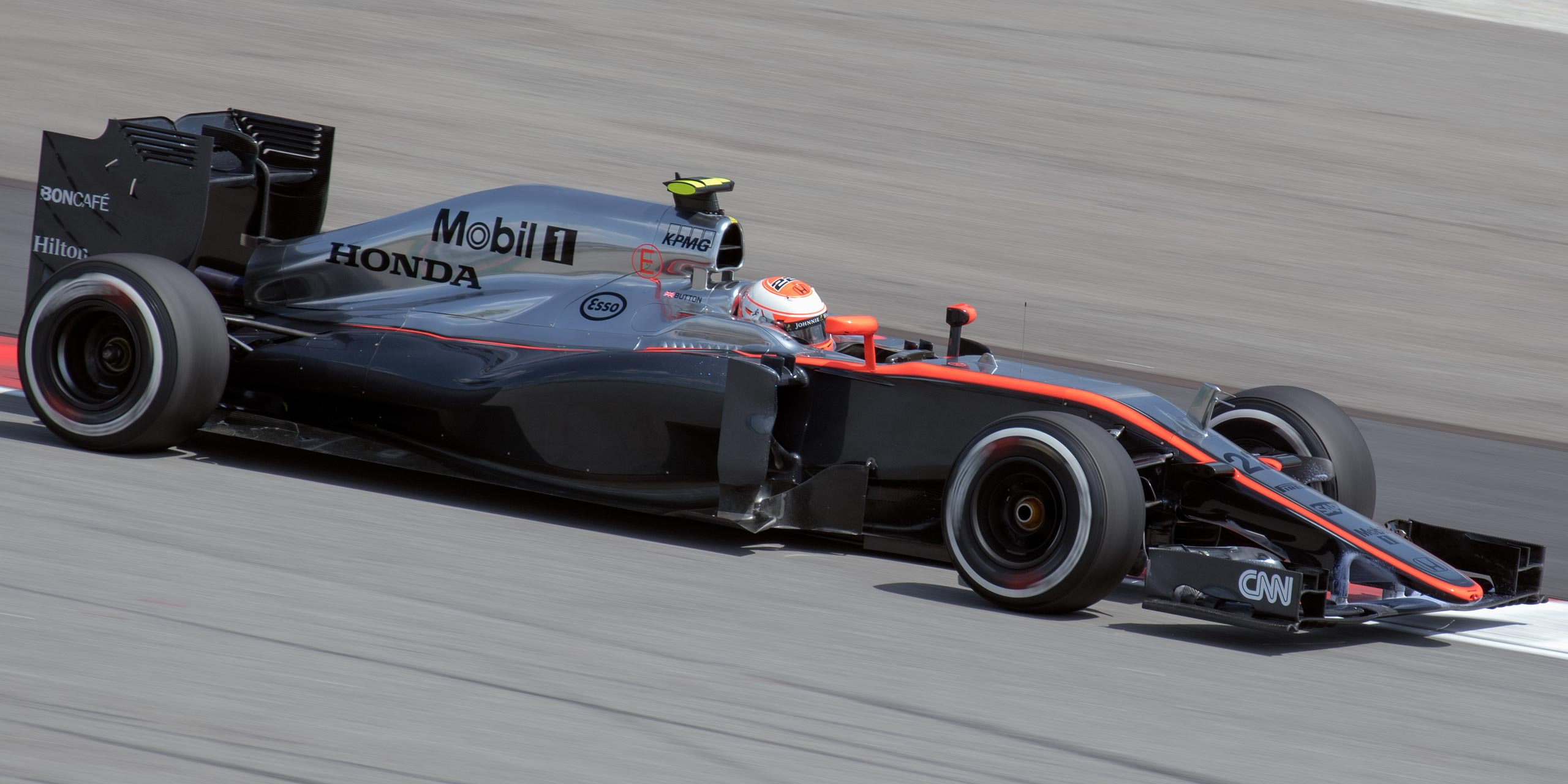
Баттон за рулём MP4-30 в Малайзии

Алонсо вернулся за руль на втором этапе в Малайзии. Результатом квалификации стали 17 и 18 места на старте, опередив лишь единственного гонщика команды Manor Marussia. Гонка же закончилась для команды двойным сходом из-за механических проблем.
Через две недели в Китае, впервые в сезоне McLaren Honda удалось финишировать двумя машинами, но за пределами призовой десятки: Алонсо — 12-м, Баттон — 14-м (после штрафа за аварию с Мальдонадо).
Четвёртый этап снова пришёл с проблемами для команды: из-за нескольких проблем с силовой установкой Баттон не смог показать время в квалификации и, хотя был допущен на старт, не принял участия в гонке. Алонсо повторил лучший результат сезона, финишировав 11-м.
Перед Гран-при Испании команда сменила раскраску машины, верхняя часть вместо серебристо-хромовой стала графитово-серой. После того, как в Барселоне оба гонщика вышли во вторую часть квалификации, в команде заговорили о серьёзном прогрессе в доработке болида. Однако в гонке результаты были неутешительными: Алонсо вынужден был сойти из-за проблем с тормозами, а Баттон финишировал лишь 16-м, опередив лишь безнадёжных аутсайдеров из команды «Манор».
После испанского этапа команда осталась в Барселоне и приняла участие в первых внутрисезонных тестах. За два дня Баттон и тест-пилот команды Оливер Терви проехали без каких-либо проблем 168 кругов и полностью выполнили намеченную программу.
Следующий этап в Монако принёс команде первые очки: Баттон, стартовав 10-м смог провести безошибочную гонку и финишировал на 8-й позиции. Для Алонсо гонка снова закончилась сходом.
Перед канадским этапом мотористы Honda доработали силовую установку, однако в гонке оба гонщика сошли из-за проблем с выхлопной системой.
Занимаясь модернизацией автомобиля, команда подготовила новую версию передней части с укороченным носом. После нескольких неудачных попыток, новое шасси прошло краш-тест и было использовано в Австрии. Новая версия болида использовалась только Фернандо Алонсо. Однако уже на первом круге гонки Алонсо попал в аварию с участием Кими Райкконена и выбыл из борьбы. Через несколько кругов, после отказа датчика топлива, сошёл с дистанции и Баттон.

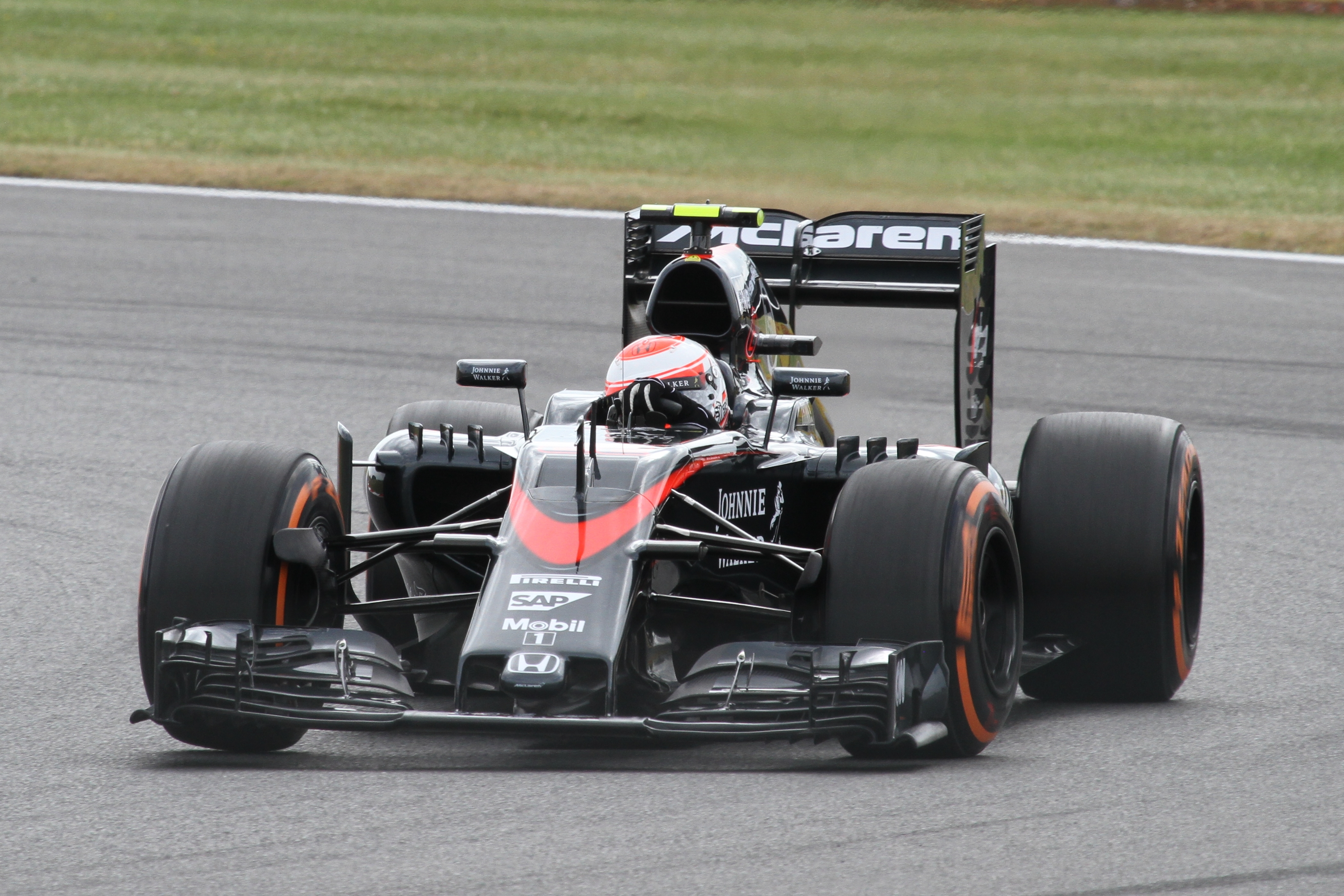
Баттон за рулём обновлённой MP4-30 в Сильверстоуне

После австрийского этапа команда провела последние внутрисезонные тесты на трассе Ред Булл Ринг. За два дня тест-пилот Стоффель Вандорн и Фернандо Алонсо проехали без серьёзных проблем более 180 кругов.
Несмотря на то, что в Сильверстоуне обновлённые версии болидов были предоставлены обоим гонщикам, в квалификации команды заняла лишь предпоследний ряд стартового поля. Сразу же после старта гонки, Алонсо, уворачиваясь от столкнувшихся впереди машин, врезался в заднее колесо машины Баттона и британец вынужден был сойти с дистанции. Сам же Алонсо вернулся в боксы для замены переднего антикрыла. Воспользовавшись сходами и ошибками соперников, испанец финишировал десятым и принёс ещё одно очко команде.

## Результаты выступлений в гонках
| Легенда к таблице |                                                                    |
| --- | ------------------------------------------------------------------ |
| В таблице перечислены результаты всех Гран-при Формулы-1, в которых использовался автомобиль. Строками таблицы являются сезоны, столбцами — этапы чемпионата мира. В каждой клетке указаны сокращённое название этапа и результат, дополнительно обозначенный цветом. Расшифровка обозначений и цветов представлена в нижеследующей таблице. |                                                                    |
| \| Пример \| Описание \| \| ------------ \| ------------------------------------------------------------------ \| \| 1 \| Победитель \| \| 2 \| Второе место \| \| 3 \| Третье место \| \| 5 \| Финишировал, заработав очки \| \| Сход \| Не финишировал, но при этом заработал очки \| \| 12 \| Финишировал, не получив очков \| \| НКЛ \| Финишировал, но не попал в финальную классификацию \| \| 15 \| Участвовал вне зачёта, либо по отдельной классификации \| \| 18 \| Не финишировал, но попал в финальную классификацию \| \| Сход \| Не финишировал \| \| НКВ \| Не прошёл квалификацию \| \| НПКВ \| Не прошёл предквалификацию \| \| ДСК \| Дисквалифицирован \| \| ИСК \| Исключён из протокола соревнований \| \| ТТ \| Заявлен для участия только в тренировках \| \| НС \| Участвовал в квалификации, но не стартовал в гонке \| \| Т \| Травмирован или болен \| \| ОТК \| Отказ от участия \| \| НТР \| Прибыл на соревнования, но на трассу не выезжал \| \| НПР \| Был заявлен в числе участников, но не прибыл к началу соревнований \| \| О \| Соревнования отменены \| \| \| Не участвовал \| \| Поул-позиция \| \| \| Быстрый круг \| \| |                                                                    |
| Пример | Описание                                                           |
| 1 | Победитель                                                         |
| 2 | Второе место                                                       |
| 3 | Третье место                                                       |
| 5 | Финишировал, заработав очки                                        |
| Сход | Не финишировал, но при этом заработал очки                         |
| 12 | Финишировал, не получив очков                                      |
| НКЛ | Финишировал, но не попал в финальную классификацию                 |
| 15 | Участвовал вне зачёта, либо по отдельной классификации             |
| 18 | Не финишировал, но попал в финальную классификацию                 |
| Сход | Не финишировал                                                     |
| НКВ | Не прошёл квалификацию                                             |
| НПКВ | Не прошёл предквалификацию                                         |
| ДСК | Дисквалифицирован                                                  |
| ИСК | Исключён из протокола соревнований                                 |
| ТТ | Заявлен для участия только в тренировках                           |
| НС | Участвовал в квалификации, но не стартовал в гонке                 |
| Т | Травмирован или болен                                              |
| ОТК | Отказ от участия                                                   |
| НТР | Прибыл на соревнования, но на трассу не выезжал                    |
| НПР | Был заявлен в числе участников, но не прибыл к началу соревнований |
| О | Соревнования отменены                                              |
| | Не участвовал                                                      |
| Поул-позиция |                                                                    |
| Быстрый круг |                                                                    |

| Год  | Команда       | Двигатель           | Ш | Пилоты          | 1   | 2    | 3   | 4   | 5    | 6    | 7    | 8    | 9    | 10  | 11  | 12   | 13   | 14  | 15  | 16  | 17   | 18  | 19  | Место | Очки |
| ---- | ------------- | ------------------- | - | --------------- | --- | ---- | --- | --- | ---- | ---- | ---- | ---- | ---- | --- | --- | ---- | ---- | --- | --- | --- | ---- | --- | --- | ----- | ---- |
| 2015 | McLaren Honda | Honda RA615H 1,6 V6 | P |                 | АВС | МАЛ  | КИТ | БАХ | ИСП  | МОН  | КАН  | АВТ  | ВЕЛ  | ВЕН | БЕЛ | ИТА  | СИН  | ЯПО | РОС | США | МЕК  | БРА | АБУ | 9     | 27   |
| 2015 | McLaren Honda | Honda RA615H 1,6 V6 | P | Фернандо Алонсо |     | Сход | 12  | 11  | Сход | Сход | Сход | Сход | 10   | 5   | 13  | 18†† | Сход | 11  | 11  | 11  | Сход | 15  | 17  | 9     | 27   |
| 2015 | McLaren Honda | Honda RA615H 1,6 V6 | P | Кевин Магнуссен | НС  |      |     |     |      |      |      |      |      |     |     |      |      |     |     |     |      |     |     | 9     | 27   |
| 2015 | McLaren Honda | Honda RA615H 1,6 V6 | P | Дженсон Баттон  | 11  | Сход | 14† | НС  | 16   | 8    | Сход | Сход | Сход | 9   | 14  | 14   | Сход | 16  | 9   | 6   | 14   | 14  | 12  | 9     | 27   |

† Был оштрафован после финиша гонки.

†† Сошёл, но был классифицирован, так как преодолел больше 90 % дистанции гонки.